# Dasychira albosignata
Dasychira albosignata är en fjärilsart som beskrevs av Holland 1893. Dasychira albosignata ingår i släktet Dasychira och familjen tofsspinnare. Inga underarter finns listade i Catalogue of Life.